# J.A. Happ
James Anthony "J.A." Happ, född den 19 oktober 1982 i Peru i Illinois, är en amerikansk professionell basebollspelare som spelar för St. Louis Cardinals i Major League Baseball (MLB). Happ är vänsterhänt pitcher.
Happ draftades av Philadelphia Phillies 2004 som 92:a spelare totalt. Han har tidigare spelat för Phillies, Houston Astros, Toronto Blue Jays, Seattle Mariners, Pittsburgh Pirates, Blue Jays igen, New York Yankees och Minnesota Twins.
Happ har vunnit en World Series (2008) och har tagits ut till MLB:s all star-match en gång (2018).
Happ representerade USA vid World Baseball Classic 2017 och var med och tog hem guldet.